# Asfigmia
L'asfigmia (dal greco sphygmós, polso) o acrotismo è definita come la scomparsa momentanea del polso arterioso.

## Eziologia
Generalmente è causata da un'ostruzione al flusso di sangue in un'arteria (per trombosi, embolia, spasmi) o da arresto cardiaco.